# 拉伊格魯德
拉伊格魯德是波蘭的城鎮，位於該國東北部，由波德拉謝省負責管轄，面積35.18平方公里，2006年人口1,673。在第三次瓜分波蘭中，該鎮被納入普魯士王國管治範圍。
53°44′N 22°42′E / 53.733°N 22.700°E